# تيري نيلسون (لاعب كرة قدم أمريكية)
تيري نيلسون (بالإنجليزية: Terry Nelson) هو لاعب كرة قدم أمريكية أمريكي، ولد في 20 مايو 1951 في أركدلفيا في الولايات المتحدة.

## وصلات خارجية
- تيري نيلسون على موقع مرجع كرة القدم المحترفة.كوم (الإنجليزية)